# Rise Like a Phoenix
"Rise Like a Phoenix" er en sang fra den østrigske sangerinde/sanger Conchita Wurst. Sangen vandt Eurovision Song Contest 2014 med 290 point.
Musik og tekst er skrevet af Charly Mason, Joey Patulka, Ali Zuckowski og Julian Maas i 2013. 18. marts 2014 blev sangen første gang offentlig kendt, da det blev afsløret at den skulle være Østrigs bidrag ved Eurovision Song Contest i København to måneder senere.

## Hitlister

### Ugentlige hitlister
| Hitliste (2014)                      | Top position |
| ------------------------------------ | ------------ |
| Østrig (Ö3 Austria Top 40)           | 35           |
| Belgien (Ultratop 50 Flanderen)      | 8            |
| Belgien (Ultratop 50 Vallonien)      | 19           |
| Danmark (Track Top-40)               | 6            |
| Frankrig (SNEP)                      | 44           |
| Ungarn (Single Top 40)               | 9            |
| Irland (IRMA)                        | 10           |
| Luxembourg Digital Songs (Billboard) | 3            |
| Holland (Single Top 100)             | 3            |
| Spanien (PROMUSICAE)                 | 17           |
| Sverige (Sverigetopplistan)          | 27           |

## Udgivelsesdato
| Region         | Dato           | Format           | Pladeselskab   |
| -------------- | -------------- | ---------------- | -------------- |
| Østrig         | 18. marts 2014 | Digital download | ORF-Enterprise |
| Europa         | 18. marts 2014 | Digital download | ORF-Enterprise |
| USA            | 18. marts 2014 | Digital download | ORF-Enterprise |
| Storbritannien | 11. maj 2014   | Digital download | ORF-Enterprise |